# Melanotrichia janamejaya
Melanotrichia janamejaya är en nattsländeart som beskrevs av Schmid 1982. Melanotrichia janamejaya ingår i släktet Melanotrichia och familjen Xiphocentronidae. Inga underarter finns listade i Catalogue of Life.